# Orjaku
Koordinaten: 58° 47′ N, 22° 46′ O
Orjaku  (deutsch Orjak) ist ein Dorf (estnisch küla) in der Landgemeinde Hiiumaa (bis 2017: Landgemeinde Käina) im Kreis Hiiu (Hiiu maakond).

## Beschreibung und Geschichte

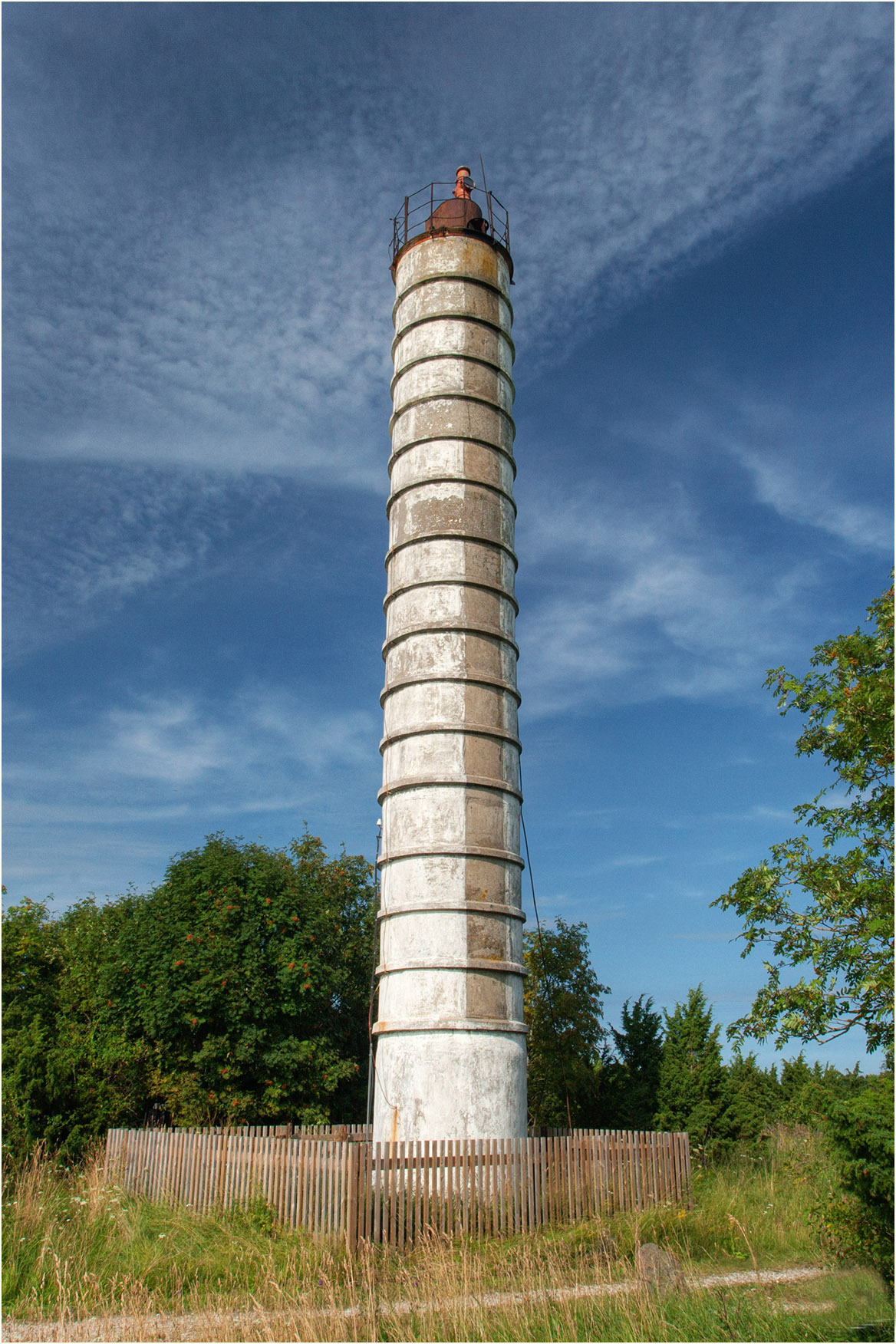
Bake bei Orjaku

Orjaku hat 74 Einwohner (Stand 31. Dezember 2011). Der Ort liegt auf der gleichnamigen Halbinsel (Orjaku poolsaar) im Westen der estnischen Insel Kassari (deutsch Kassar).
Das Dorf wurde erstmals 1565 unter dem Namen Oryack urkundlich erwähnt. Noch im Mittelalter lag Orjaku auf einer von Kassari getrennten Insel, die dann durch Hebung des Landes mit Kassari verwuchs.
Von Orjaku aus führt ein Damm über das Inselchen Puulaid auf die zweitgrößte estnische Insel, Hiiumaa (deutsch Dagö). Wahrscheinlich wurden die Inseln bereits im 17. Jahrhundert mit Holzbrücken verbunden.

## Gut von Orjaku
1603 wurde das kleine Gut von Orjaku gegründet. Es gehörte zunächst der adligen deutschbaltischen Familie Wrangel. In der zweiten Hälfte des 17. Jahrhunderts fiel es – wie nahezu ganz Hiiumaa – an die Familie De la Gardie. Letzte Eigentümer vor der Enteignung im Zuge der estnischen Landreform 1919 war die Familie Hoyningen-Huene.
Das kleine, eingeschossige Gutshaus aus Stein mit seinem hohen Dach war einfach und schlicht gehalten. Es stammte wie die meisten Nebengebäude aus den 1840er Jahren. In den 1920er und 1930er Jahren wurden die meisten Gebäude abgetragen. Die Steine wurden als Baumaterial verwendet. Heute erinnert wenig an das Gut. Ausnahme sind die Keller und das schmucke Torhaus. Es wurde 1999 umfassend renoviert.

## Hafen
Bereits früh entstand nahe dem Ort der Hafen mit seiner Schänke. Von dort wurde vor allem Brennholz aus Hiiumaa über die Ostsee nach Tallinn verschifft. Auf die Stellung als Umschlagplatz deutet auch der Name von Puulaid („Holzinsel“) hin. Der Hafen diente auch als Winterplatz für Segelschiffe. Vor dem Ersten Weltkrieg entstand der heutige Hafen. 1912 errichtete das russische Militär zwei Molen und eine Landungsbrücke. Er wird heute nur noch als Yachthafen genutzt.

## Tourismus
Orjaku ist im Sommer ein beliebter Ausflugsort für Touristen. Östlich des Dorfes befinden sich zwei Aussichtspunkte für ornithologische Beobachtungen. Mehr als einhundert Vogelarten nisten in der Bucht von Käina (Käina laht).

## Insel Reigi
Zum Gebiet des Dorfes gehört auch die 0,36 km² große Insel Reigi (Reigi saar bzw. Reigilaid). Sie liegt westlich des Dorfes in der Bucht von Jausa (Jausa laht). Das von Wacholder bewachsene Eiland wurde erstmals 1254 unter dem Namen Rauky urkundlich erwähnt. Die Insel ist heute unbewohnt.